# Barniner See
De Barniner See is een meer in de Duitse deelstaat Mecklenburg-Voor-Pommeren, in de gemeente Barnin, Landkreis Ludwigslust-Parchim. Het heeft een oppervlakte van 2,55 km² en ligt ten noordoosten van Crivitz.
De toevoer gebeurt door de Warnow en de Amtsgraben die van de Crivitzer See komt.
De afwatering gebeurt, verborgen in het noordoosten, door de Warnow.
In het zuiden is het meer smal en tot 7,5 m diep met steilere beboste oevers. In het noorden is het meer breder en ondieper met oevers die geleidelijk in het omliggende wei- en hooiland overgaan.